# Cimitero di Sleepy Hollow (Concord)
Il cimitero di Sleepy Hollow (Sleepy Hollow Cemetery) è un cimitero rurale di Concord, nel Massachusetts, negli Stati Uniti d'America.

## Storia
Il Sleepy Hollow venne progettato nel 1855 dai due paesaggisti Horace Cleveland e Robert Morris Copeland, che erano proprietari dell'azienda Cleveland and Copeland. Il 29 settembre di quell'anno, giorno dell'inaugurazione del camposanto, Ralph Waldo Emerson tenne un discorso di prammatica; Emerson verrà poi sepolto nello stesso luogo. Il cimitero di Sleepy Hollow fa parte del National Register of Historic Places.

## Galleria d'immagini

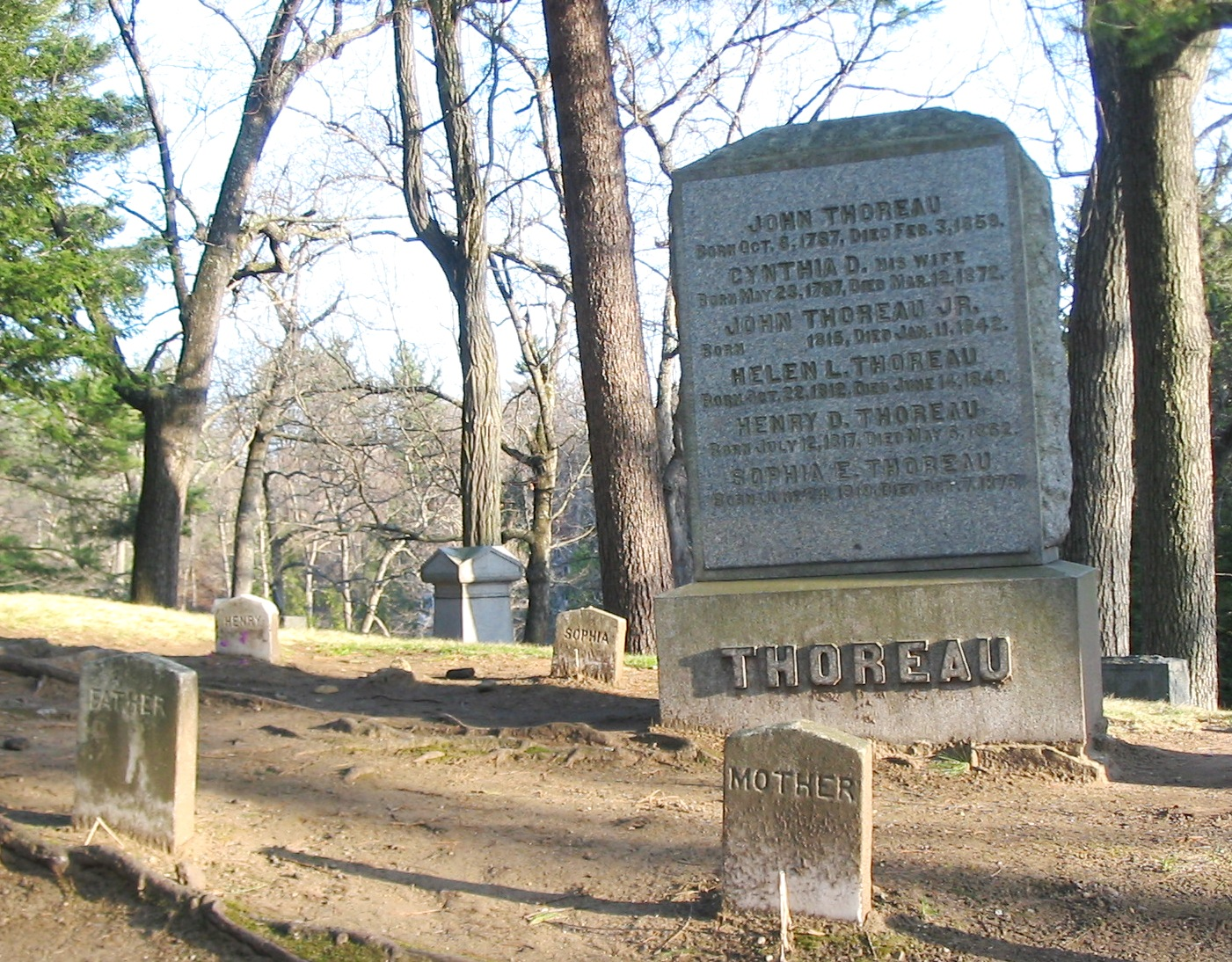
Area di sepoltura dedicata ai membri della famiglia di Henry David Thoreau
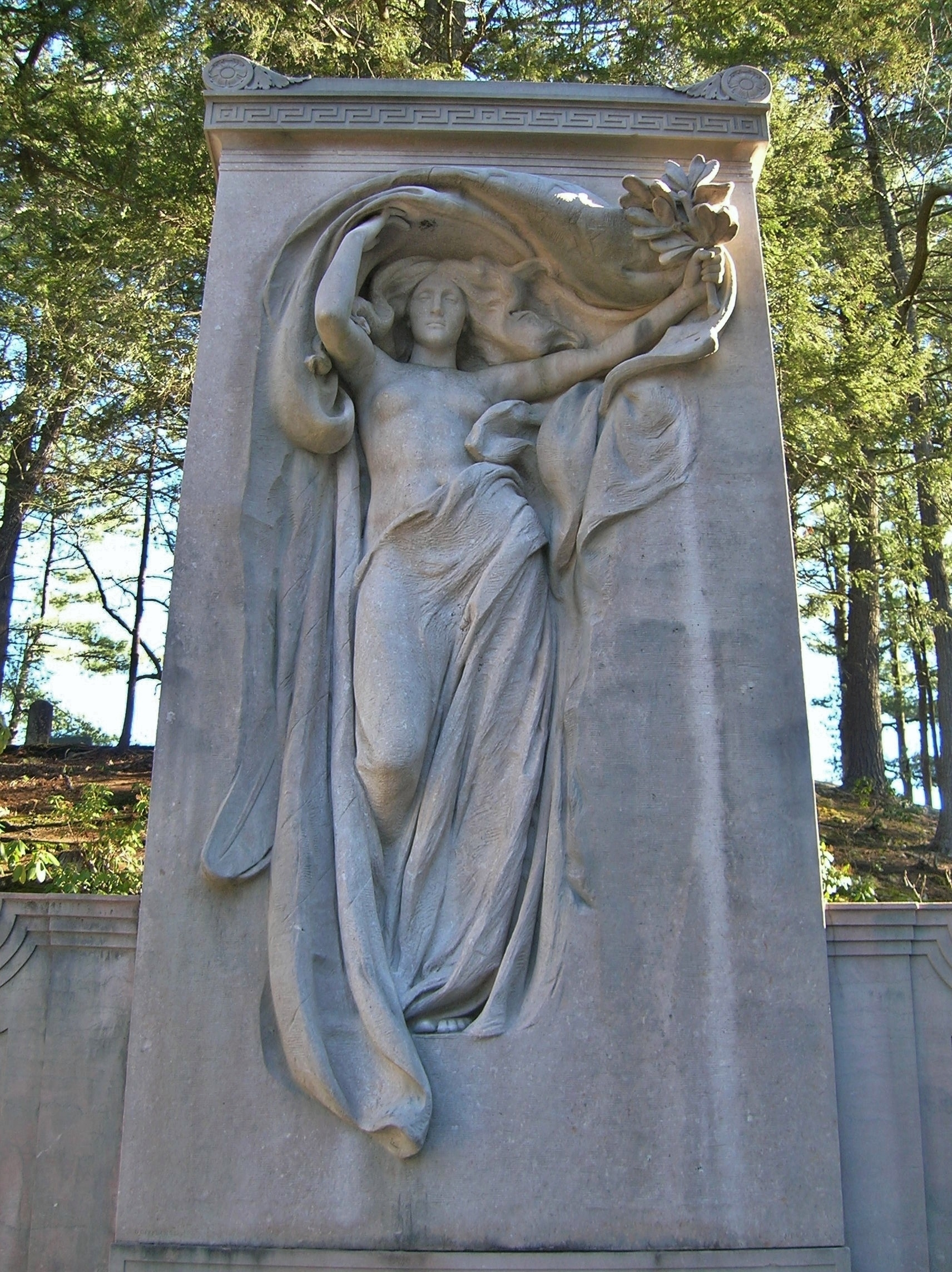
Il Melvin Memorial (1908) di Daniel Chester French ed Henry Bacon
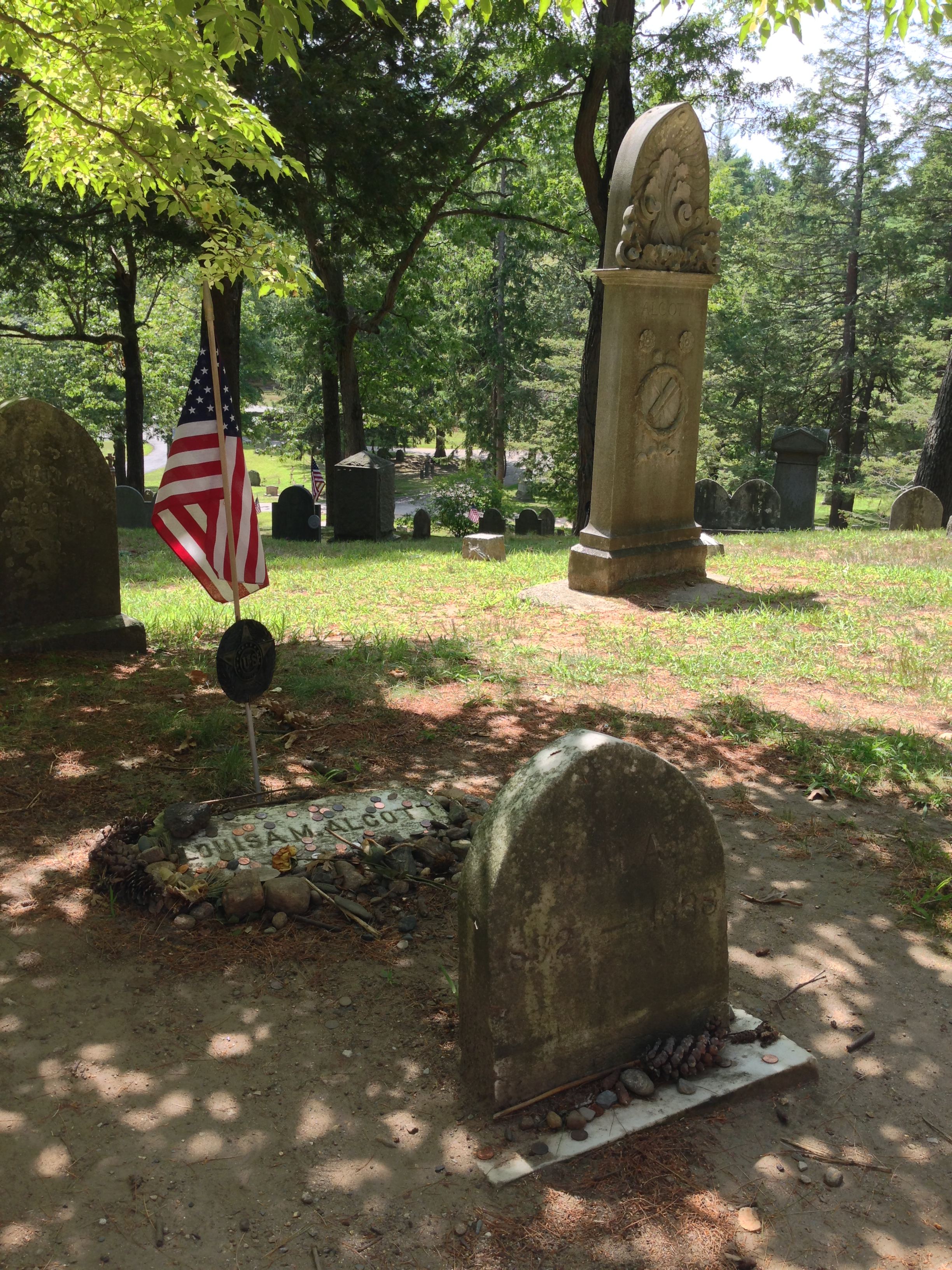
Tomba di Louisa May Alcott
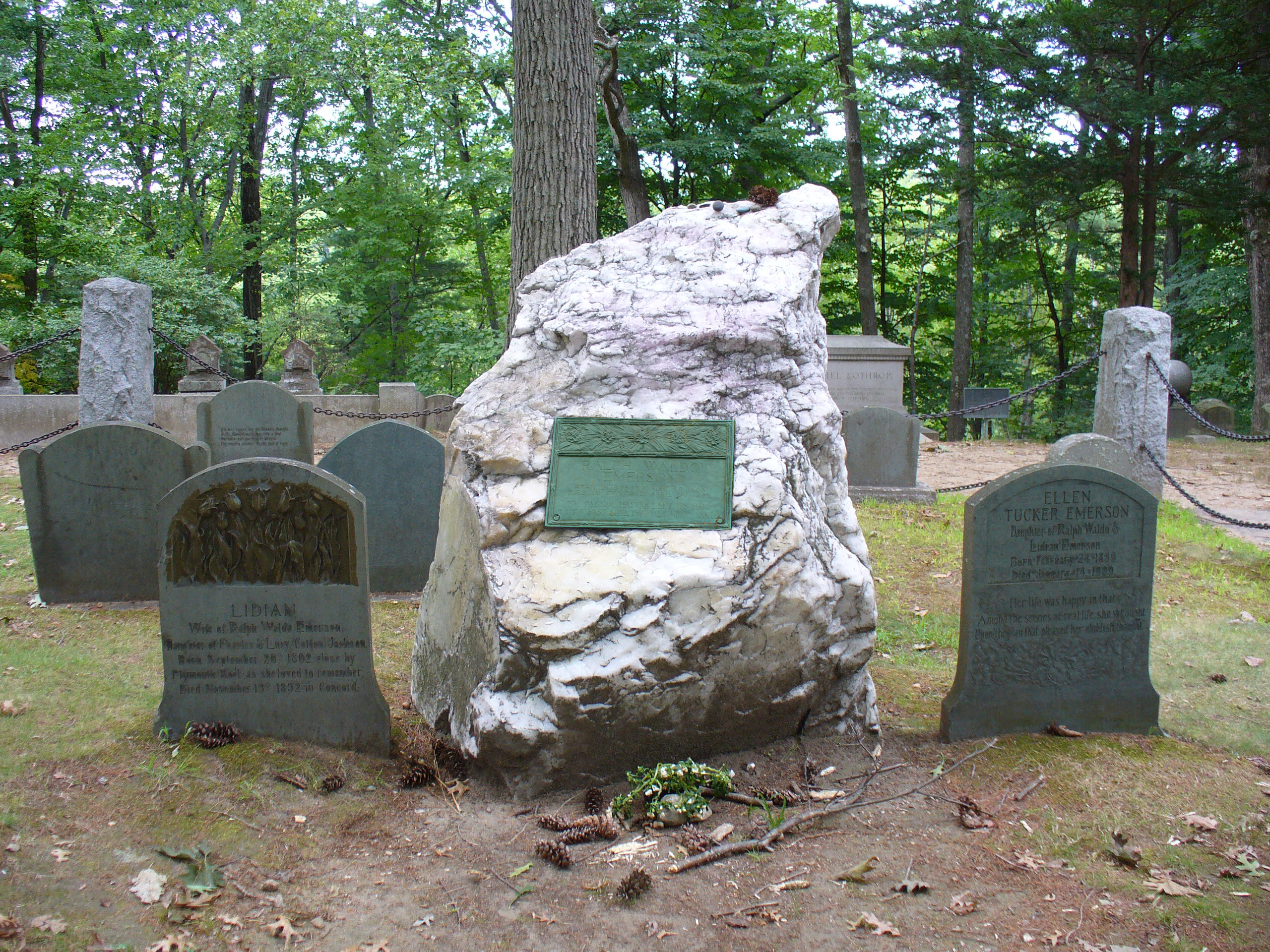
Tomba di Ralph Waldo Emerson
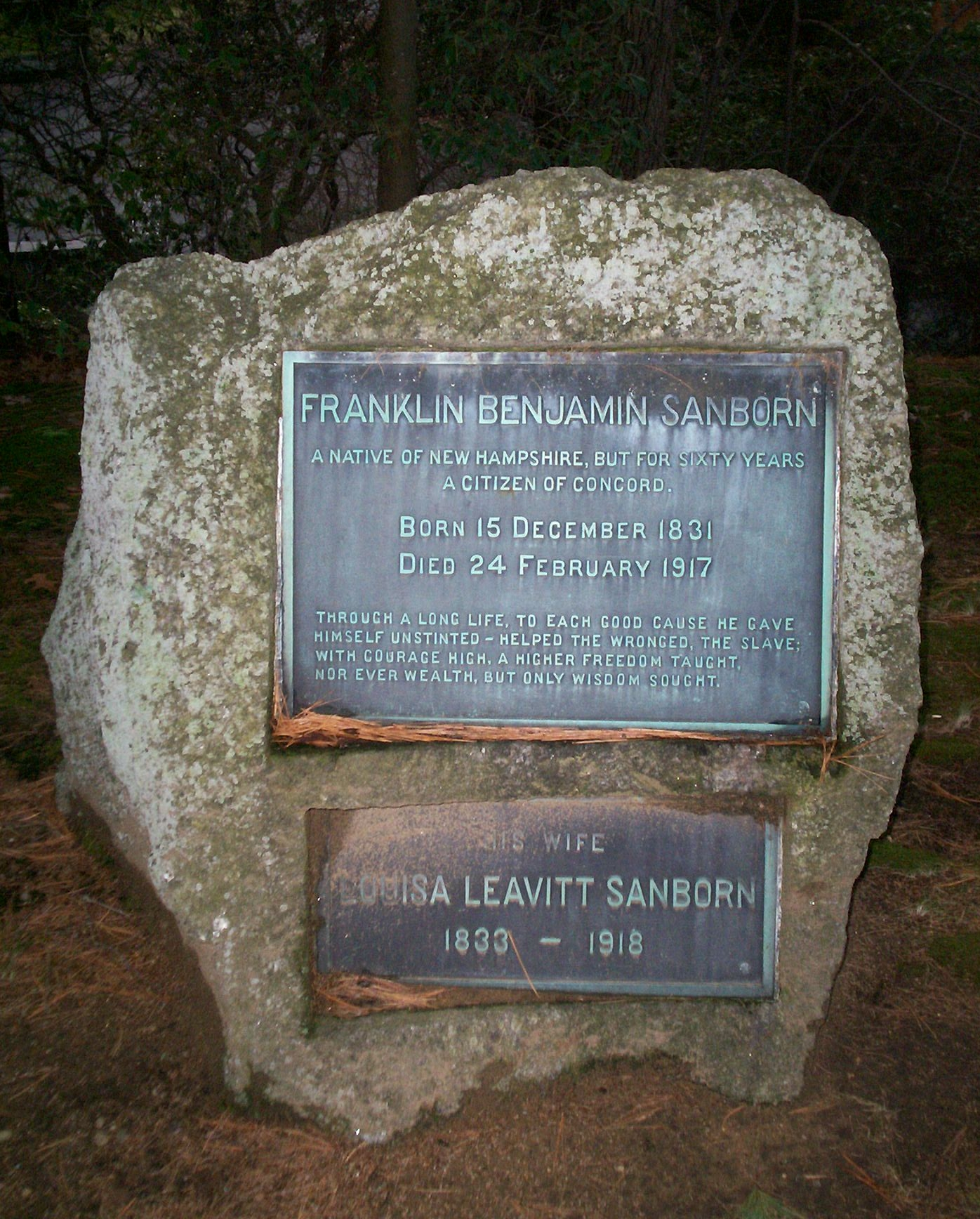
Pietra tombale dedicata a Franklin Benjamin Sanborn